# Sabelliphilidae
Sabelliphilidae é uma família de copépodes pertencentes à ordem Cyclopoida.
Géneros:
- Acaenomolgus Humes & Stock, 1972
- Eupolymniphilus Humes & Boxshall, 1996
- Myxomolgoides Humes, 1975
- Myxomolgus Humes & Stock, 1972
- Nasomolgus Sewell, 1949
- Phoronicola Boxshall & Humes, 1988
- Sabelliphilus Sars, 1862
- Serpuliphilus Humes & Stock, 1972
- Terebelliphilus Kim, 2001